# 江戸前エルフ
『江戸前エルフ』（えどまえエルフ）は、樋口彰彦による日本の漫画作品。『少年マガジンエッジ』（講談社）にて2019年7月号より2023年11月号まで連載。2023年10月17日発売の11月号で同誌の休刊に伴い、同年の12月20日より講談社の漫画配信サイト『コミックDAYS』に移籍し連載中。東京の月島で江戸時代から400年以上続く「高耳神社」を舞台に、異世界から召喚されご神体として祀られてきたエルフと、その巫女としての役割を引き継いだ女子高生による日常コメディが描かれる。また、作中を通して江戸時代の東京の風習や浮世などを解説している。
メディアミックスとして、2023年4月から6月までテレビアニメが放送された。

## 登場人物
声の項はテレビアニメの担当声優。

### 高耳神社の人々
小金井 小糸（）
声 - 尾崎由香
本作の主人公。東京都中央区月島にあり、創社400年以上という設定の高耳（たかみみ）神社15代目になって3か月の巫女（みこ）。16歳。巫（かんなぎ）として高耳毘売命（たかみみひめのみこと）に仕える。幼くして母を亡くした際に慰めてくれた美女を「白い人（正体はエルダ）」として憧れを抱き、オシャレなレディを目指しているが、中学3年間のお年玉を貯めて高級ブランドのバッグ（知人たちが口を揃えて「全然似合ってない」と言う）を買い、そのまま高校通学用のバッグにしたりブランドの紙袋をいつまでも使い回すなど若干残念な所がある。また、カタカナ言葉が苦手な他、第二次成長期なためか食の誘惑に抗えない所があり、エルダの深夜の間食のお誘いを受ける事もしばしばある。将来憧れの大人の女性になるため毎日牛乳1リットルを飲んでいるが、身長は伸びていない。中学時代は陸上部所属だったが右膝を負傷したため走る事を断念。また詩を書いていたことがある。好物の甘味は「栗きんとん」。
エルダリエ・イルマ・ファノメネル
声 - 小清水亜美
通称・エルダ。621歳。異世界から400年以上前に召喚されたエルフで、高耳神社のご神体として祀（まつ）られる高耳毘売命。現代文明と趣味を満喫するひきこもりな「ダメな奴」で、毎日ノートパソコンを弄りながら通販でオタクアイテムやお取り寄せスイーツを買うなど「ダラダラ」しているが、氏子（町内の人）たちからは「高耳様」と呼ばれ慕われている。隠し事をしても相手の優しさに触れて白状する情に厚い性格。また、人間と違い不死のエルフであるが故にこれまでに沢山の出会いと別れを経験しており、時折見せる悲しみの混じった様な表情が小糸を心配させることも有る。おたく文化の幅が広く、興味を持っては尋常ではないほどに打ち込み、時には散財が酷い事も。特に江戸時代に舶来品のギヤマンを見て以来ガラス工芸に興味を持ち、現在も様々な空き瓶を収集している。記憶力が高い上に江戸時代から現在までの風習や文化の造詣が深く、毎回小糸たちに解説する。プラモやゲームなどで指を鍛えているが、400年間あまり運動していないため、指以外の筋肉が衰えており、近所を走っただけでも翌日には脚が筋肉痛になるほど。夜更かしの為にレッドブル（原作では「レッドベル」、アニメ版は実名）を愛飲しているが1日1本の制約を小糸から受けている。そのため、レッドベルの代わりに同じエナジードリンクである「モンエネ」を飲むことも。元の世界では内陸地出身で、日本に召喚されるまで海を見た事がなく、また泳ぐという習慣すらなかったためカナヅチ。佃煮が好物であり、異世界から召喚されて間もない頃は苦手であった白米を克服するきっかけとなったほど。
風の精霊
エルダの召喚魔法により召喚される精霊。遠くの対象に思念（会話）を繋げる役目を仰せつかっているが、対象の所に行く必要があり、毎回対象を探しに月島中を飛び回っている苦労人（?）。エルダがスマートフォンにハマった際は相手にしてもらえずグレた事もある。
大気中の菌類とも仲が良く、昔は精霊が作った御神酒は絶品だと高耳神社で有名だったが、昭和初期に酒税法が制定されてから作れなくなり、のちに八千代の案で漬物を作る役目を仰せつかった。
大雨の中に行われた大阪の赤竜祭で火の精霊を心配になったのを小糸からの説得により、エルダから最大限の魔力を与えて上昇気流を発生し、火の精霊と共に通天閣の頂上まで登りきった。
小金井 小柚子（）
声 - 関根瞳
小糸の妹で小学生。料理が得意でエルダの食事を一手に担う。礼儀正しくしっかりした性格。食材調達のために毎日早朝に豊洲市場に赴き、良い魚を買い集めている。そのため、豊洲（や前身の築地市場）の業者からもその目利きで一目置かれ、地元の観光協会からも新メニューの相談を受けるほど信頼されている。常に照れている様な言動で照れ汗の描写がある。甘え下手であり、学校の宿題を偽造して小糸に甘える年相応の行動を取ることもある。また唯一絵画が大の苦手。
小金井 菊次郎（）
小糸と小柚子の祖父にして高耳神社宮司。1人娘で巫女の小夜子が亡くなり、孫娘の小糸が巫女を継承するまでの10年間、エルダの世話役をしていた。町内会の会合や神事などで多忙であり、一応登場はするものの姿を見せた事がない。エルダ曰く、若い頃は結構青春していた模様で、妻とは喫茶店で知り合ったとの事。
小金井 小夜子（）
声 - 河瀬茉希
小糸と小柚子の母。故人。神社14代目の巫女。自身の死去から15代目の小糸が巫女に継ぐまでの10年間、高耳神社の巫女は不在のままだった。テレビアニメ10話と12話Bパートのナレーションを担当。

### 月島の人々
桜庭 高麗（）
声 - 相川遥花
小糸の幼なじみで親友。高校のクラスメイト。快活で歯に衣着せない言動が持ち味で、時々急に「イケメン」な発言をして小糸は勿論エルダまでドキドキさせる。学力も高く、授業は聞くだけで内容をほとんど覚えるほど。そのそつなくこなす性格なため常に暇を持て余しており、暇潰しついでに学校行事の実行委員などに立候補したりしている。
門井 きらら（）
声 - 木村珠莉
月島のもんじゃストリートでもんじゃ焼き屋「もんべえ」を経営する女性。小糸たちとは顔なじみで、面倒見の良いお姉さん的存在。茜曰く、高校時代はヤンキーだったとの事。
島田 八千代（）
声 - 宮寺智子
氏子の老婆で、TVゲームショップ「島田電気」を経営している。エルダとは自身の御誕生詣で祝ってもらった頃からの仲で、エルダは親しみを込めて電気店の略称である「しまでん」と彼女を呼んでいる。エルダの性格や趣味嗜好を良く理解しており、時々TVゲームの本体やソフトを神饌として奉納している。
佐々木 茜（）
声 - 内山夕実
江戸時代から続くエルダの掛かり付け医の当代の女医。毅然とした態度の診療がエルダからは「前代（母親）の薫と違って優しくない」として敬遠され気味。きららとは中学時代からの友人。私生活では一変して眼鏡をかけ、身なりや態度もだらしない。また酒癖が悪く、職務での鬱憤を晴らすために大抵はもんべえで酒を呑む。
喜三郎（きさぶろう）
声 - 不明（幼少期）
小糸の知り合いの70歳のコンビニ店主。60年前の子供時代にエルダの耳を指摘して引きこもりにした張本人。老齢である現在の姿は不明だが、エルダの回想で幼少期の後ろ姿がある。
哀川 龍仁（）
ロリコン風で女装する男性美容師。声は女っぽく喋るのが特徴。茜ときららとは中学時代からの友人。自身のひいグランマの代からエルダの髪を結っており、高耳神社で出張サービスを承っている。小糸やエルダからは「りーちゃん」と呼ばれおり、本名で呼ぶのはNGとなっている。
女性配達員
声 - 竹内恵美子

### 他の地域の神社の人々
ヨルデリラ・リラ・フェノメネア
声 - 釘宮理恵
通称・ヨルデ。622歳。大阪にある廣耳神社にご神体として祀られているエルフで、神名は廣耳比売命（ひろみみひめのみこと）。火の精霊を従えている。エルダとは江戸時代からの旧知の仲で、エルダと同時期に豊臣秀吉により召喚された。エルダよりも1歳だけ年上である為、事有る毎にお姉さんぶる癖が有り、子供っぽくて負けず嫌いな性格ゆえ何かとエルダと張り合いたがる。よく言えばいつまでも子供心を忘れない性格で外出が大好きなのだが如何せん重度の方向音痴であり、食べ物を買いに出かけたり等する度に地元でもしょっちゅう迷子になってしまい、泣き止ますのに一苦労する。。　エルダと404年にわたる戦い「リングベリ・ビョルリング」を繰り広げているが、要するにただの三目並べ（○×ゲーム）である。自身の虫歯が3本出来てしまう程、向日葵との付き添いで歯科医の定期診断に通っている。
火の精霊
ヨルデの召喚魔法により召喚される精霊。エルダの風の精霊とは仲が良い。
赤竜祭を行う日に途中から大雨を降りだしてしまい、ヨルデから最大限の魔力を与えて大阪の街中を飛び回り、最後に通天閣の頂上まで登るはずが体力の限界で登りきる力が無いとエルダが感知した。エルダからも最大限の魔力を与えた風の精霊と共に通天閣の頂上まで登りきることに成功した。
小日向 向日葵（）
声 - 生田輝
廣耳神社の第15代巫女。16歳。何かとヨルデに振り回されているがサポート役としてヨルデを支えている。小糸とメル友になってからは近況報告などをしており、クールな見た目とは裏腹にメールは絵文字満載で乙女チック。
実は大事な日に限って雨を降らしてしまう不幸体質を持つ。
ハイラリア・アイラ・ミララスタ
声 - 能登麻美子
通称・ハイラ。726歳。金沢にある麗耳神社に神体として祀られているエルフで、神名は麗耳毘売命（うらみみひめのみこと）。前田利家に召喚されたエルフで、作中に登場するエルフの中では最年長。糸目で和傘を愛用しており、上品な口調で話す等、雅で高貴な雰囲気を醸す。年長者ということもあってエルダやヨルデを「ちゃん」付けで呼び、子供扱いにする。植物に詳しく本殿裏に菜園を持ち、時には採れた山菜で自ら調理する。重度のギャンブル好きでお金をかなり使いこんでしまい、タネ銭稼ぎに時には常識外な事も行うためいすずに叱られ、小伊万里家の先祖代々から困らせている。水の精霊を従えており、水芸などに用いる。
水の精霊
ハイラの召喚魔法により召喚される精霊。麗耳神社にある貯蔵庫の中に保管する野菜用の種を低温保存のために井戸水を利用して気温を冷やす程のコントロールする。
小伊万里 いすず（）
声 - 市ノ瀬加那
麗耳神社の巫女。16歳。女子高生ながら、インスタのフォロワー15万人を誇るインフルエンサー。何度もテレビ出演した事があるほど全国的に有名で、クールな印象から同世代の女性たちに憧れられており、小糸からもインスタ映えだけでなく、同じ巫女として憧れられている。ハイラの博打好きに頭を悩ませており、一度ギャンブルを全面禁止したのだが、ハイラに対する強い愛情から好きな物を止めさせてしまった事に後悔の念を抱くも、結局はギャンブルを止めていなかったハイラの振る舞いに呆れつつも安心したりしている。
8歳の時にハイラにお目通りして以来、ハイラの容姿と母性的な性格に魅かれており、その姿を収めようとしたのがきっかけでインスタをはじめ、個人的趣味でハイラ写真集「煌」を作るほど。
パンニャバラ・ジャマル・バララバジャラ
通称・パンニャ。592歳。仙台にある円耳神社に神体として祀られているエルフで、神名は円耳毘売命（まるみみひめのみこと）。伊達政宗に召喚されたエルフで、作中に登場するエルフの中では最年小。豊満なスタイルを持つ。普段は本を読む習慣を付いて優しい表情を見せているが、怒らせるとヤンキーのように恐ろしい表情を見せ怒鳴ってしまう。仙台に暮らしてつとめと共に仙台弁を喋るのが日常でありながら、エルダや小糸と会う時には標準語も喋ることができる。200年前はメガネを掛けておらず、エルダと再会する頃からオシャレのつもりで度の無い伊達メガネを掛けている。ネタ帳につとめの素顔の写真を忍ばせている。
召喚された当初は暴走族の頭領のようなヤンキー風貌のエルフだった。のちに年相応に落ち着き、スーツ風にシックに改造した巫女装束にし直し、趣味で小説を書くようになってから次第に東京の出版社から本にしないかと打診され、原作第44話で東京の出版社の打ち合わせとエルダと再会し相談するために上京する。小説家のペンネームは夜鳳宮 龍風夜。つとめが正式の巫女として認めなかったのは、円耳神社を畳んで小説家一筋で生きていくつもりだったはずが、エルダからの説得とつとめの本気を見て、つとめを正式の巫女として認めた。
小椿木 つとめ（）
円耳神社の第14代巫女。15歳。初登場時は中学三年生。成績は優秀で普段は眼鏡を掛けて凛とした顔だったが、パンニャを憧れて彼女が元ヤンキーだったのを影響を受けて、自身も不良のような格好をするようになる。自宅に畑を所有している。
先代で巫女だった自身の姉が海に渡ってからパンニャから正式の巫女として認めて貰えるまで円耳神社の巫女が不在のままだった。それまで初登場の原作第43話で小糸と初対面した時は円耳神社の関係者でありながら巫女ではなかった。自身はパンニャに内緒で単身でパンニャより先に高耳神社に赴いて小糸に弟子入りを申し出るのを模索するが、エルダの居間のこたつの中に隠れたはずがパンニャに見つかってしまい、仙台で留守番する約束を破ったことで怒られてしまう。正式の巫女になるまで、パンニャからは自身の姉の後継ぎになることないよう突き放す言葉を言われ続けた。のちにつとめを正式な巫女として認めてからは神事の教育を受けている一方で、メールなどのアプリ系に疎いパンニャに操作方法を教えている。

### エルフと旧知の過去の人々
徳川家康
400年前の江戸開拓の折に江戸の御神体にと神職に命じてエルダを召喚させた張本人。エルダから「家康君」と呼ばれるほどの親しい仲であり、エルダに未来永劫江戸（東京）を見守ってくれるよう託した。
豊臣秀吉
400年前、徳川家康が異世界からエルダを召喚して江戸の御神体にした事を知り、天下人としての面子からか、ならばとヨルデを召喚して大阪の御神体にした。ヨルデとは気が合い、彼のことを「ウッキー」と呼んでいた。エルダも面識があり、エルダは彼を「秀吉君」と呼んでいたが、派手好きでパリピな性格から、家康とエルダは苦手意識を持っていた。
前田利家
400年前に徳川家康と豊臣秀吉が異世界から御神体を召喚したという話を聞き、自分も加賀百万石の繁栄にとハイラを召喚した。結果として加賀は繁栄し、自分の死後も長生殿をはじめとする和菓子事業を成功させるなど実は結んでいる。
伊達政宗
400年前に家康たちが御神体を召喚したという話を聞き、当時まだ20代の傾奇者で派手好きなのもあり、見栄を張るついでに仙台の繁栄を祈ってパンニャを召喚した。召喚した当時はヤンキーだったパンニャとは意気投合していたが、種族的に政宗が先に歳をとり、晩年は若い頃にエルダたちに送った、若気の至り的な手紙を処分してくれと懇願した。

## 用語
エルフ
作中に登場するエルフは、約400年前に日本の権力者たちが自身の領地の繁栄のためにと神職に命じて別世界より召喚し、御神体として祀っている者たちであり、作中ではエルダ、ヨルデ、ハイラ、パンニャが登場している。美しい容姿と長い耳が特徴。髪の毛は光に当たると反射で別の色に透けて見える。興奮したりすると耳が動き、そういった分かりやすい点で隠し事が苦手。
不老不死の存在であり、事故や病気で亡くならない限り永遠に生き続ける。風邪などの病気にかかる事があり、エルフの風邪は人類には感染しない。虫歯とはほとんど縁が無く、なったとしても人類とは違い10年で自然治癒する。人類とは歯の構造が違うためか普通の歯医者では治す事ができず、過去に3回虫歯になったヨルデが代々世話になっている、世界で唯一エルフの歯を治療できる歯医者の居る大阪まで訪れる羽目になった。精霊魔法を使い、それぞれ一体精霊を従えている。
元居た世界のエルフは文明に排他的な生活を送っていたためその反動か、日本に来たエルフたちはタガが外れたように文明を満喫している。また弓術が得意。
マナ
神社に祀られる各エルフたちが魔力を宿し、大きい精霊魔法を使う時に神御衣を纏う。エルダ曰わく、日曜日の朝の時間帯に放送する少女アニメの変身シーンとのこと。現時点ではエルダとヨルデが神御衣を纏い、付き従っている精霊たちに一時的に最大限の魔力を与えた。
高耳神社（）
東京・月島に位置する神社。エルダを「高耳毘売命」として祀っている。400年前の江戸開拓の折に、徳川家康が江戸の御神体にと神職の小金井に命じてエルダを召喚し、天正18年(1590年)8月1日の江戸入城の折に佃島に神社を創建してエルダを祀り、小金井も宮司として入社した。時は流れて明治25年、東京湾澪浚計画で埋め立て地として月島が誕生したのを機に神社も月島に遷座して現在に至る。不老不死の高耳毘売命にあやかり、病気平癒、身体健康などの恩恵をもたらすと言われている。24時間参拝でき、たまに真夜中に境内を散歩する高耳毘売命に遭遇できる。
本殿兼エルダの部屋にはこたつが置いてあり、「巣」として真夏でも仕舞わずにエアコンを効かして使用するほどで、万年こたつと化している。
月島の小学校の卒業式には高耳毘売命の花として、「栄光」「不死」「不滅」の花言葉を持つ沈丁花の苗木が贈られる。
社務所で販売している御守りにはエルダが着潰した神御衣の切れ端が入っており、御利益があると評判。
ちなみに本殿前の狛犬の代わりに、エルダの居た世界にあやかって飛竜が鎮座している。
巫女継承の儀（）
小金井家の娘が16歳になって巫女を継承する際、冬至の深夜に高耳毘売命と共に、提灯の灯りだけ灯った月島を一周して氏子たちに巫女を見せる儀式。氏子たちは2人が家の前を通る際に、高耳毘売命の不老不死を讃える唄を歌う。
元々は江戸時代に夜鳴きそばを食べたいと駄々をこねて初代巫女を困らせ、ならばと大義名分の理由をつけて食べさせたのがはじまりであり、それが転じて現在はゴール地点のコンビニでカップラーメンを食べる事になっている。
夏祭り（）
毎年の夏祭りの際、高耳毘売命が神輿の中に入って月島を練り歩く。引きこもりで他人と接しようとしないエルダは炎天下の中でも神輿の窓を閉めるため、毎年汗だくになり2kg痩せる。
弓耳祭（）
毎年秋季に海の平安と豊漁を願う豊漁祭。隅田川の船上で行われる御弓行事で、如何に三本の矢で的の中心を射るかでその年の漁りの豊凶を占う。江戸時代の第1回はエルダが弓人を、巫女が的人をしていたが、エルダは足を滑らせて海に落ち、カナヅチなエルダは溺れてしまってトラウマになり、以後は巫女が弓人を、エルダが的人になった。ちなみにエルダが海に落ちた年は超豊漁になるため、観客はエルダが海に落ちる事を密かに期待している。代々の巫女は弓術を習っていたが、菊次郎が人に強要する事を好まない性格だったため、娘の小夜子と孫娘の小糸と小柚は弓術を習っておらず、また菊次郎が弓道の有段者だった事もあり菊次郎が弓人になっていた。
それまで先代巫女の小夜子が亡くなったのもあり、巫女不在として10年間はエルダが神輿に乗って町内を練り歩く「略式神事」を行っていたが、小糸が15代巫女に継承した事により復活した。
作中、菊次郎が利き手を負傷したため代わりに小糸が弓人になり、神事当日まで練習したが成果は芳しくなく、間違えてエルダに当てて傷つけたくないと恥を偲んで最後の一矢を空に向かって射ったが、エルダが溺れるのを覚悟してジャンプして的に当てて成功させ、またエルダが溺れた事により今年は超豊漁になると喜ばれ、神事は一応成功に終わった。
富士遥拝の儀（）
50年に1度の大晦日、東京で最も高い建物の最上階から夜明けの富士山を拝み、徳川家康に江戸の厄除けを祈願する儀式。元々は江戸幕府創立後も家康は思い入れのある駿河城での生活が多く、また富士山への思い入れが深かったのもあり、彼のためにと行なっていた。江戸時代は江戸で1番高い江戸城本丸天守閣で行っていたが、明治になり東京に改名されてからは、東京で1番高い建物で行うようになり、高い所が苦手なエルダは「何故人類は高い建物を建てたがるんだ」と不平不満を漏らしている。本編では東京スカイツリーで行い、本来参拝はエルダだけで行うが、高耳毘売命として家康に小糸を紹介したいと特別に同伴した。
廣耳神社（）
本殿から通天閣が見えている事から、大阪・浪速に位置すると思われる神社。ヨルデを「廣耳比売命」として祀っている。
赤竜祭（）
10年に1度行われる廣耳神社の大神事。ヨルデの火の精霊を使い、商売繁盛を祈願する派手なお祭り。大阪の街中にある提灯に火を付けて回って行き、最後に通天閣の外側から頂上まで登る。
麗耳神社（）
石川・金沢市に位置する神社。ハイラを「麗耳毘売命」として祀っている。他のエルフ神社の宮司の娘は16歳になったら巫女を継承するのに対し、麗耳神社の宮司を務める古伊万里家の娘は8歳になったら巫女を継承する。本殿裏にはハイラの菜園と洋風の庭が在る。
江戸時代には加賀藩の製菓事業に進言して成功させるなど功績を挙げてはいるが、ハイラが競馬場や競艇場に出没する事と、賭け事で参拝祈願すると上手くいく事から「賭博の神」として参拝客が多い。
小遣いである賽銭を賭博のタネ銭として使うのは許容しているが、時には神具などを質屋に入れようとするなど代々の巫女は手を焼いており、初代巫女が本殿前に遺した石碑はあまりにも有名
円耳神社（）
宮城・仙台市に位置する神社。パンニャを「円耳毘売命」として祀っている。本編開始前に仙台市を襲った震災で神社も被害に遭い、建て直す事はできたが先代のつとめの姉を亡くし、つとめが正式の巫女として認めて貰えるまでの間は巫女が不在のままとなった。代々の小椿木家の巫女はパンニャが乳母代わりに面倒を見ており、時代毎の可能な限りの記録媒体で成長を記録している。
カエルせんしゃ（）
エルダが集めている食玩シリーズで全国的に有名。エルダ曰くハードな世界観と、食玩レベル以上のクオリティのあるフィギュアが魅力の一つとの事。作中では現在第4弾まで出ている。
機動武士ゴンゲム（）
全国的に有名なテレビロボットアニメシリーズで、エルダは1970年代の1stの頃から観ており、その知識は「ゴンゲム博士」と自負するほどであり、全シリーズのBD-BOXを持っている。ゴンゲムのプラモデル、略して「ゴンプラ」もそのクオリティから全国的に有名。
独エル
エルダが推しているなろう系ライトノベルで、正式名称「独眼竜エルフのグルメ漫遊記　~藩を追放された不老不死のオレは世界各地で旨い物に巡り合います~」。実はパンニャが執筆したもので、のちに書籍化の打ち合わせで上京したパンニャの口から知る事となる。
無双エルフ
エルダが推しているエルフを主人公にした漫画。ヤマダタロウという漫画家が執筆している。のちに独エルの書籍化で挿絵を担当する事になり、2作品の大ファンのエルダは驚愕した。

## 書誌情報
- 樋口彰彦 『江戸前エルフ』 講談社〈マガジンエッジKC〉、既刊11巻（2025年3月7日現在）
  1. 2019年11月15日発売[68]、ISBN 978-4-06-517625-2
  2. 2020年4月16日発売[69]、ISBN 978-4-06-519249-8
  3. 2020年10月16日発売[70]、ISBN 978-4-06-520771-0
  4. 2021年5月17日発売[71]、ISBN 978-4-06-523214-9
  5. 2021年11月17日発売[72]、ISBN 978-4-06-526109-5
  6. 2022年6月16日発売[73]、ISBN 978-4-06-528054-6
  7. 2023年3月16日発売[74]、ISBN 978-4-06-530958-2
  8. 2023年8月17日発売[75]、ISBN 978-4-06-532718-0
  9. 2024年2月16日発売[76]、ISBN 978-4-06-534613-6
  10. 2024年9月9日発売[77]、ISBN 978-4-06-536784-1
  11. 2025年3月7日発売[78]、ISBN 978-4-06-538734-4

## テレビアニメ
2023年4月から6月まで毎日放送・TBS『アニメイズム』B2枠ほかにて放送された。副題のアルファベット部分が原作漫画版の「EDOMAE ELF」から英語版準拠の「OTAKU ELF」に変更されている。また一部商品が実名で登場しており、協力に参加している。
監督の安齋によると、漫画本編の線画と表紙のカラーイラストにギャップを感じ、原作者の樋口に相談して表紙の色味は気にしなくていいと言われ、アニメでは漫画本編のようにくっきりした画面作りを目指したという。安齋は自分の癖として関係性を一歩引いた視点で捉えることが多いと述べ、小糸とエルダの距離感、関係性について、親密なところもあるが巫女と御祭神としての関係を大事にしており、「親しき仲にも礼儀あり」がベースにあるように感じ、本殿のエルダの部屋ではだいたい小糸が入口側に立つ構図にするなどして、あまりずかずか距離を縮めることはしないようにしたという。
構成のヤスカワのアイデアで、3話に1回シリアス寄りのエピソードが入る構成となっているほか、各話のシナリオは原作の流れを踏襲しつつエピソードを部分的に組み替えたりセリフを足したりしている。
安齋は小糸の声について当初は少しふんわりしたものを想定していたが、尾崎の自然体かつはっきりしたトーンが女子高生としての小糸の性質と合っていると感じて、尾崎に小糸役をお願いすることになったという。またエルダ役の小清水について、読み込みが深く、芝居のバリエーションが豊富でいずれもエルダっぽくて説得力があり感心したと述べている。

### スタッフ
- 原作 - 樋口彰彦[8]
- 監督 - 安齋剛文[8]
- シリーズ構成・脚本 - ヤスカワショウゴ[8]
- キャラクターデザイン - 小田武士[8]
- プロップデザイン - 横山友紀[81]
- 色彩設計 - 最相茂[81]
- 美術設定 - 近藤由美子、柴田千佳子[81]
- 美術監督 - アトリエマカリア[81]
- 3DCD - 山田翔、桑良人
- 撮影監督・特殊効果 - 久保田淳[81]
- 編集 - 山岸歩奈美[81]
- 音響監督 - 藤田亜紀子[81]
- 音楽 - 松田彬人[8]
- 音楽制作 - ハートカンパニー[81]
- 音楽プロデューサー - 斎藤滋[81]
- 音楽ディレクター - タノウエマモル[81]
- プロデューサー - 吉武真太郎、青井宏之、秋田規行、佐藤尚哉、曹聡
- アニメーションプロデューサー - 山田良輔
- アニメーション制作 - C2C[8]
- 製作 - 「江戸前エルフ」製作委員会（日活、毎日放送、講談社、NetEaseGames）

### 主題歌
「奇縁ロマンス」
ナナヲアカリによるオープニングテーマ。作詞・作曲は和ぬか、編曲は100回嘔吐。
オープニング映像は、途中から見始めた人には小糸とエルダの寿命の違いがわかりにくいかという考えから、2人の寿命の違いがわかるカットが入っている。
「おどる ひかり」
Cody・Lee (李)によるエンディングテーマ。作詞・作曲は高橋響、編曲はCody・Lee (李)。

### 各話リスト
| 話数     | サブタイトル                     | 絵コンテ | 演出       | 作画監督                                                               | 総作画監督                                   | 初放送日      |
| -------- | -------------------------------- | -------- | ---------- | ---------------------------------------------------------------------- | -------------------------------------------- | ------------- |
| 第一話   | 東京のエルフのはなし             | 安齋剛文 | 辻橋綾佳   | 小川莉奈 青木駿介 園田尚也 Kim Jong-suk Kim Min-ja                     | 小田武士                                     | 2023年 4月8日 |
| 第二話   | いこうぜ、もんじゃストリート     | 安齋剛文 | 岩田義彦   | 中尾彩香                                                               | 中尾隆文                                     | 4月15日       |
| 第三話   | 新米巫女と継承の儀               | 安齋剛文 | 長澤剛     | 亀山進矢 藤田和行                                                      | 小田武士                                     | 4月22日       |
| 第四話   | 古今東西エルフ合戦               | 齋藤徳明 | 渡辺正彦   | 水竹修治 飯飼一幸 後藤孝宏                                             | 小田武士                                     | 4月29日       |
| 第五話   | 月島ガールズコレクション         | 安齋剛文 | 岩田義彦   | 小川莉奈 中尾彩香 モリタユーシ Kim Jong-suk Kim Min-ja                 | 中尾隆文                                     | 5月6日        |
| 第六話   | Stand by Me                      | 齋藤徳明 | 堀内直樹   | 杭新華 葉増堯 程震雷 堀ほのか 後藤玲奈 葉宇静                          | SAI                                          | 5月13日       |
| 第七話   | 街の匂いは                       | 相澤伽月 | 辻橋綾佳   | 藤田和行 亀山進矢 小川莉奈                                             | 小田武士                                     | 5月20日       |
| 第八話   | 彼女とエルフの事情               | 齋藤徳明 | ウヱノ史博 | 鳥山冬美 松本勝次 松下清志                                             | 小田武士 吉田巧介                            | 5月27日       |
| 第九話   | Time After Time                  | 齋藤徳明 | 岩田義彦   | 小川莉奈 森田裕之                                                      | 中尾隆文 齋藤温子 小笠原憂 細川修平 牙威格斗 | 6月3日        |
| 第十話   | みっつの都のエルフと巫女のはなし | 永居慎平 | 白石道太   | 堀ほのか 熊睿鑫                                                        | SAI 李少雷                                   | 6月10日       |
| 第十一話 | 名探偵コマちゃん                 | 安齋剛文 | 岩田義彦   | 亀山進矢 藤田和行 モリタユーシ 中尾彩香                                | STUDIO MASSKET 沼田広                        | 6月17日       |
| 第十二話 | これが私のご祭神                 | 安齋剛文 | 笹原嘉文   | 小川莉奈 園田尚也 牙威格斗 久保奈都美 宇佐美翔平 横山友紀 モリタユーシ | 小田武士 細川修平                            | 6月24日       |

### 放送局
| 放送期間                                            | 放送時間                     | 放送局    | 対象地域   | 備考                                                   |
| --------------------------------------------------- | ---------------------------- | --------- | ---------- | ------------------------------------------------------ |
| 2023年4月8日 - 6月24日                              | 土曜 2:23 - 2:53（金曜深夜） | 毎日放送  | 近畿広域圏 | 製作参加                                               |
|                                                     |                              | TBSテレビ | 関東広域圏 |                                                        |
|                                                     | 土曜 3:00 - 3:30（金曜深夜） | BS-TBS    | 日本全域   | BS/BS4K放送 / 初回は火曜 3:30 - 4:00（月曜深夜）に放送 |
| 2023年4月11日 - 6月27日                             | 火曜 23:30 - 水曜 0:00       | AT-X      | 日本全域   | CS放送 / 字幕放送 / リピート放送あり                   |
| 毎日放送・TBSテレビ・BS-TBSは『アニメイズム』B2枠。 |                              |           |            |                                                        |

| 配信開始日    | 配信時間                   | 配信サイト |
| ------------- | -------------------------- | --- |
| 2023年4月8日  | 土曜 3:00（金曜深夜） 更新 | dアニメストア |
| 2023年4月11日 | 火曜 12:00 更新            | Amazonプライム・ビデオ U-NEXT アニメ放題 ABEMA DMM TV Hulu FOD バンダイチャンネル ニコニコチャンネル MBS動画イズム クランクイン！ビデオ HAPPY!動画 |
|               | 火曜 22:30 更新            | ニコニコ生放送 |
| 2023年4月12日 | 水曜 12:00 更新            | Lemino |
| 2023年4月13日 | 木曜 0:00（水曜深夜） 更新 | J:COM オンデマンド auスマートパスプレミアム TELASA milplus Google Play                                                                             |

### BD
| 巻 | 発売日       | 収録話         | 規格品番 |
| -- | ------------ | -------------- | -------- |
| 1  | 2023年7月5日 | 第1話 - 第4話  | HPXN-461 |
| 2  | 2023年8月2日 | 第5話 - 第8話  | HPXN-462 |
| 3  | 2023年9月6日 | 第9話 - 第12話 | HPXN-463 |

### Webラジオ
小金井小糸 役の尾崎由香とエルダ 役の小清水亜美がパーソナリティを務める『高耳神社のご神体ラジオ 〜私、ご利益ないけどな!〜』が音泉およびYouTubeの日活アニメチャンネルで2023年4月13日から6月29日まで毎週木曜日に配信された。
また、5月7日には同チャンネルにて特別番組が生配信された。
| 毎日放送・TBS アニメイズム B2                                                             | 毎日放送・TBS アニメイズム B2 | 毎日放送・TBS アニメイズム B2 |
| 前番組                                                                                    | 番組名                        | 次番組                        |
| ----------------------------------------------------------------------------------------- | ----------------------------- | ----------------------------- |
| 『機動戦士ガンダム 水星の魔女』 アンコール放送 - ※Season1・再放送 - ※この作品まで字幕放送 | 江戸前エルフ                  | デキる猫は今日も憂鬱          |